# Padma sarvangasana

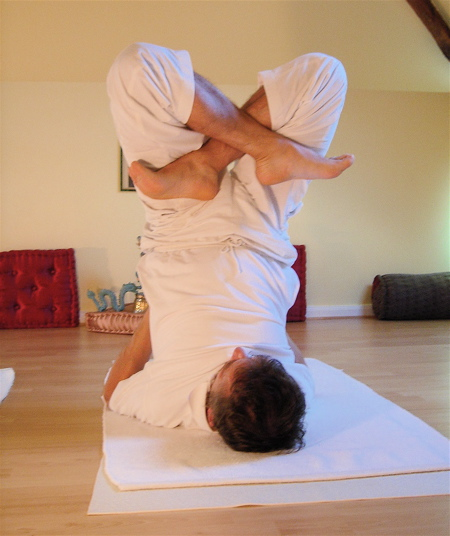
Lotusschouderstand
Padma Sarvangasana

Padma Sarvangasana (Sanskriet voor lotushouding van het hele lichaam of Lotusschouderstand) is een houding of asana.
| Sanskriet | vertaling                   |
| padma     | lotus                       |
| sarva     | alle                        |
| anga      | ledematen                   |
| asana     | houding (letterlijk: 'zit') |

## Beschrijving
Deze yogahouding begint liggend op de rug, waarbij beide benen in de kleermakerszit worden gevouwen. De beide handen worden onder de rug gezet en de benenpartij wordt naar boven gebracht, zodat het lichaam in de schouderstand komt. De rug staat in een rechte lijn. Het gewicht van het lichaam wordt ondersteund door het hoofd, de nek, het bovenste deel van de rug en de bovenarmen. De ogen staren in de richting van de kruising van beide enkels. Het hoofd moet niet opzij worden gedraaid op het moment van de houding. Houdt deze houding enkele in- en uitademhalingen vast.